# Seyed Hossein Mirfakhar
Seyed Hossein Mirfakhar, né le 21 avril 1952 à Téhéran, est un homme politique et diplomate iranien.

## Biographie
Fils de Haj Seyed Esmaeel, il est diplômé de sciences politiques de l'université nationale d'Iran, actuelle université Shahid Beheshti.
Après la révolution iranienne, en 1980, il rejoint la direction politique du ministère des Affaires étrangères. Après avoir été formé dans plusieurs directions du ministère, en 1981, alors qu’Ali Akbar Velayati est ministre des Affaires étrangères, il est nommé chef de la section consulaire (État civil et enregistrement), occupant ce poste jusqu’en 1986. La même année, Seyed Hossein Mirfakhar est nommé ambassadeur de la république islamique d’Iran en Indonésie. À ce poste, il s'investit particulièrement dans le domaine culturel. À son retour en Iran en 1990, il est nommé directeur général des Affaires politiques pour la région de l’Asie du Sud-Est, fonction qu'il occupe jusqu’en 1994. Cette année-là, il est affecté à Pékin comme ambassadeur, étant également accrédité en Mongolie.
Après son retour de Chine en 1998, alors que Kamal Kharazi (en) est ministre, il est nommé directeur général des Affaires administratives et, sur la recommandation du ministre, il déploie des efforts pour la relance et la mise en œuvre du statut interne du ministère des Affaires étrangères et de certaines réformes administratives. En 2002, il est nommé ambassadeur de la république islamique d’Iran en Irlande. En 2005, il devient expert en études politiques, puis, l'année suivante, il est nommé directeur général de la Direction générale des Affaires consulaires, occupant ce poste pendant huit ans[réf. nécessaire]. Alors que Mohammad Javad Zarif est ministre des Affaires étrangères, en mars 2015, il devient ambassadeur de la république islamique d’Iran au Portugal, s’installant à Lisbonne.
En mai 2019, après 40 ans de carrière, il met fin à sa propre demande à ses fonctions au ministère des Affaires étrangères. Il compte parmi les diplomates iraniens chevronnés à s'être hissé dans la hiérarchie du ministère, au point d'obtenir à vie le titre d' « ambassadeur » pour ses services.